# 春陽モカ
春陽 モカ（はるひ モカ、2002年5月27日 - ）は、日本のAV女優。ACT所属。生年月日は出典により2001年10月29日生まれとなっているものもある。

## 経歴
中学時代からメイクに興味を持ち、益若つばさをリスペクトしギャルに目覚める。
後述のように学生時代は遊んでいたが、飲みすぎた後に性交した際に潮吹きができ、これをきっかけに毎回吹けるようになったことから、潮吹きを活かした仕事をしたいと思ったこと、知名度もついて一石二鳥だと思ったことからAV女優を目指す。
2024年3月5日、『新人 昼は女子大生、夜は新宿No.1ラウンジ嬢。 愛嬌とGcup抜群スタイルで男をオトすギャップ女神AV DEBUT！ 春陽モカ』（ムーディーズ）にてAVデビュー。2025年時点で出演している作品によく設定されているジャンルは「中出し」「巨乳」「ギャル」であり、俗にギャル女優とカテゴライズされているが、AVライターの東風克智は「スタイル抜群で目鼻立ちもクッキリしており、コスプレが非常に似合う」と分析している。
2025年4月28日週FANZA動画フロアランキングにて『留年回避のため…WギャルJ系の淫語ハァハァ囁き奪い合いハーレムで15発ブッコ抜かれたボク。』（痴女ヘブン）が5位まで再浮上しランクイン。
2025年5月には『TREND GIRLS撮影会2025』に参加。ビキニ姿が「大人の色気が漂う」と報道された。
同年7月7日週FANZA動画フロアランキングにて出演した『【VR】同窓会で帰省した幼馴染10人が僕とお見合い大作戦！～女だらけの田舎村で僕1人を奪い合う超ハーレム中出し大乱交～』（本中）が初登場10位ランクイン。また『彼女のお姉さんは巨乳と中出しOKで僕を誘惑』（OPPAI）が初登場8位。

## 人物
根は幼稚園から15年間、バレエに打ち込んだ体育会系。AVライターのさおりによれば、「デビュー前の経験人数は100人越え」な一方、「実は家庭的で手料理が上手」という面も持つ。
感覚ではなく、考えて演技や動きをつけていくタイプで、AV共演作では当初感覚派に合わせるのが大変だったと述懐している。
AV女優になるまではAIKAしかAV女優を知らなかった。AIKAは初めての共演相手でもある。AIKAは共演者に気にかけて動きの説明もしてくれたため、公私ともに「AIKA育ち」を自認している。同じ考えて動くタイプの尊敬する人物としては、松本いちかの名を挙げている。
女優には珍しく、豊胸手術を公表している。アダルト評論家の安田理央は月刊FANZA誌面にて「かわいくて明るくてさばさばしててエッチにも積極的というギャルの魅力を体現したような子」「ギャル女優の歴史を後世につないでいく存在になって欲しい」と論じている。

## 作品

### アダルトビデオ
- 新人 昼は女子大生、夜は新宿No.1ラウンジ嬢。 愛嬌とGcup抜群スタイルで男をオトすギャップ女神AV DEBUT！ 春陽モカ（4月2日、ムーディーズ）
- No.1ラウンジ嬢がニヤニヤじゅっぼシャブりまくり！可愛い顔でエッグいフェラチオ3本番！ 春陽モカ（4月16日、プレミアム）
- 職業:恵比寿勤務の人気ラウンジ嬢 俺に惚れている愛嬌抜群のイマドキ巨乳JDとお泊り不倫中出し性交 春陽モカ（4月16日、E-BODY）
- 新宿No.1ラウンジ嬢ってこんな所で誘惑中出しするの!? 通ってくれる客と枕しまくって勃起したら即生ハメ！お金も精子もカラカラに吸い尽くす絶倫中出し性交 春陽モカ（4月23日、本中）
- 【VR】同窓会で3年ぶりに再会した初恋相手は…顔良し！性格良し！スタイル良し！の最強ギャルになってた。片や未だ童貞とイジられる僕を連れ出してメッチャ優しく筆おろししてくれた。 春陽モカ（5月27日、kawaii）
- 令和の白ギャルクイーン 絶品ボディでスケベご奉仕 無制限射精ソープで20発搾り尽くしコース 春陽モカ（5月28日、痴女ヘブン）
- スレンダー巨乳ギャルが甘く優しくとろけるようにちんちんを可愛がってくれる淫語ランジェリーJOI 春陽モカ（6月25日、ダスッ！）
- 呼べば速攻チ○ポをしゃぶりに来てくれる舐めマン フェラビッチ！ 春陽モカ（7月16日、エムズビデオグループ）
- 思春期の性欲有り余る巨乳ギャル幼馴染と僕は授業もサボり精子が溢れる程貪り合った。 春陽モカ（7月23日、ロイヤル）
- マジ？これ現実？夢みたいに何度も何度も暴発してチソポMEGAハイ状態！時間軸が狂う∞射精快感ゾーンに突入させる鬼焦らし生ハメルーインドオーガズム 春陽モカ（7月23日、ダスッ！）
- 童貞お兄ちゃんをからかいながら四六時中エッチな誘惑をするギャル妹 春陽モカ（7月26日、TMA）
- 【超美形美尻ギャル】寝ている彼氏の横で布団に潜り込み超スローNTRセックス！！ド痴女ギャルがネットリ丁寧に贅沢ご奉仕！濃厚ベロキス！スローピストン騎乗位の痺れる快感に悶絶必至！声を押し殺して激イキ中出し！！【彼女がえちえちで止まらない】【はるか】 春陽モカ（8月3日、DOC）
- 【VR】激カワ肉食系ギャルが店に内緒で生本番 限界まで中出しさせてくれる風俗嬢 春陽モカ【8K】（8月7日、P-BOX VR）
- 朝起きたら部屋に下着姿のギャルが！いつも生意気で悪態ばかりついてくるのに、甘えてきたので… 春陽モカ（8月27日、ロイヤル）
- 【モデル級のGカップギャル】その辺の男をナンパしてつまみ食うスタイル抜群のGカップギャル！敏感マ●コでハメ潮噴射！エロコスに着替えて連戦！締まりの良すぎるパイパン名器にたっぷり中出し！！【PornGirl】【moca】 春陽モカ（9月1日、DOC）
- バイトNTR 就活も終えて卒業直前。大嫌いなコンビニ店長にチクハラされて、バイト中も敏感ビクビクボディに開発されてしまった美巨乳カノジョ 春陽モカ（9月3日、ムーディーズ）[10]
- ギャルハメっ！金髪カワイイSSSギャルもかちゃんぺ＆ツンデレ変態エロビッチるなてぃす（9月3日、パコパコ団とゆかいな仲間たち/妄想族）
- ギャルとあそぼっ！生意気GALをオレのチ〇コでけちょんけちょんにしてやった！！ 春陽モカ（9月3日、桃太郎映像出版）
- 小悪魔挑発ギャル 春陽モカ（9月3日、MARRION）
- 百戦錬磨のナンパ師のヤリ部屋で、連れ込みSEX隠し撮り 361 【金髪ショート×黄金比Gカップ】ビジュ大爆発の天真爛漫無邪気ギャル！！顔面レベルカンスト！スタイル最強装備で無双状態！なのに対チ○コ戦は激弱だった！パイパンま○こを突かれまくってイキまくり！Gカップが激しく揺れる！（9月13日、ナンパTV）※もか 22歳 スナックの店員名義
- 【VR】8K VR 世界が終わる日に極限状態SEX 春陽モカ（9月14日、ケイ・エム・プロデュース）
- SEXが当たり前のド田舎に帰省したら有名ヤリマンギャルに成長した同級生と地元一のヤリマン先輩が集まって初めての中出しなのに何度も何度もザーメンぶっこ抜かれた思い出 春陽モカ AIKA（9月17日、ムーディーズ）
- 【VR】地味だと思っていた幼馴染が10年ぶりに家にやってきたらギャルでヤリマンに激変！金玉空っぽになるまで中出しSEX 春陽モカ【8K】（9月18日、P-BOX VR）
- ラグジュTV 1783 人気ラウンジ嬢が登場！経験人数100人超えのラグジュアリーギャルが魅せる圧倒的スタイルの極上性交。生意気痴女ギャルの豪快なイキっぷりは必見。何度絶頂しても貪欲に快楽を求め続けて連続絶頂！（9月23日、ラグジュTV）※桃花 26歳 ラウンジ嬢名義
- 僕のチ○ポと唇がとろけるベロキス騎乗位で甘責めしてくるド痴女ギャル 春陽モカ（9月24日、ロイヤル）
- 派遣マッサージ師にきわどい秘部を触られすぎて、快楽に耐え切れず寝取られました。 春陽モカ（9月24日、ダスッ!）
- 【VR】天井特化アングルVR ～ギャルJ〇リフレ～ 春陽モカ（9月28日、ケイ・エム・プロデュース）
- ウツ勃起する免許合宿。最終日の夜…酔いから覚めたボクが見たのは、親友達の中出し乱交パーティでした…。 春陽モカ 白石もも（10月1日、ムーディーズ）
- うちの息子は性欲モンスター 春陽モカ（10月8日、ダスッ！）
- 【完璧ボディGAL】クラブで出会ったイケてるギャルとハメ撮りSEX！ボンキュッボンのメリハリありまくる激エロボディ！バック映えするプリケツに激ピストン！ハメ潮豪快まき散らし溢れる欲望ノンストップ！！朝まで生ハメ3連発！！【性癖、ハメ撮り】【モカ】（10月12日、ハメ録ch）※モカ 21歳 アパレル店員名義
- 朝起きたら隣に彼女と仲の悪いバイト先の巨乳ギャル。性格も体も彼女を上回り乙女なギャップの本気シラフSEXにハメ潮まみれで中出ししまくった。 春陽モカ（10月15日、ムーディーズ）
- 【完璧ボディGAL】クラブで出会ったイケてるギャルとハメ撮りSEX！ボンキュッボンのメリハリありまくる激エロボディ！バック映えするプリケツに激ピストン！ハメ潮豪快まき散らし溢れる欲望ノンストップ！！朝まで生ハメ3連発！！【性癖、ハメ撮り】【モカ】 春陽モカ（10月19日、DOC）
- Sexyエロティカレースクイーン 超卑猥なWRQに激ピス（10月22日、ミル）
- 【敗因:激ピス子宮ノック】自称不感症のパパ活マ〇コを何度も焦らして開発したらイキ潮吹いて堕ちました 春陽モカ（10月22日、ロイヤル）
- めちゃシコぃ！話題のコスプレイヤーオフパコ性交 モカ 春陽モカ（10月25日、TMA）[4]
- KUSOERO DANCING GIRL DANCE FUCK STYLE 春陽モカ（10月27日、MERCURY（マーキュリー））
- 鬼責めドS痴女にめちゃくちゃ潮吹かされて潮を吹かせてヤったおはなし！ G乳おっぱいと敏感マ○コを好き放題ッ！中出し5連発！ SUPER NANPA BROS in都内某所 feat痴女ギャルa.k.a.鬼（10月30日、パコちゃん。）
- 免許合宿で痴女ギャル集団とまさかの…相部屋 令和最強黒ギャル・白ギャル・ラテギャル全員集合！！無限PtoM中出しリレー犯●れパーティーされた僕 性欲解消のオモチャに20発越えのぶっ壊れ限界射精NIGHT（11月5日、ムーディーズ）
- 旦那には秘密の借金を肩代わりしてもらう代償に義父に肉体を捧げた嫁 春陽モカ（11月5日、KSB企画/エマニエル）
- としのさ不倫 30歳上の巨根紳士の絶倫SEXでねとられた妻 春陽モカ（11月12日、JET映像）
- ワンダフルクイーン 春陽モカ（11月19日、ミル）
- 【VR】【8K VR】Fランですんげーおバカだけどエッチの偏差値が高いギャル家庭教師に持ち前の明るさでモチベーション上げられながら親に内緒で、セックスの練習台にもなってくれる。 春陽モカ（11月22日、unfinished VR）
- 冷房のない田舎でギャル幼馴染と熱っとり絡み合う、汗かき潮吹き汁だく性交。 春陽モカ（11月26日、ロイヤル）
- CAMP×NTR エロ舌で隣人夫をしゃぶり堕とすギャル妻 春陽モカ（12月3日、FunCity/妄想族）
- 【VR】「じゃあウチで宅飲み…する？」残業頼まれ終電逸 バイト先の後輩ギャルの部屋に…無防備すぎる部屋着おっぱいと一途な素顔にキュン死 雰囲気に呑まれて朝が来るまで痴女られたボク 春陽モカ（12月1日、kawaii）
- なまハメT★kTok Vol.23（12月6日、DOC）
- 《口コミ高評価◎完全個室メンズサロン》VIO脱毛/ギャル系美女/プリ尻/彼氏のチ●ポに発情SEX/大量中出し#担当:もか（12月6日、ドキュメントdeハメハメ）※もか名義
- 彼女の実家に帰省したら地元で有名なヤリマンギャル姉妹にどちゅどちゅエグい腰振り＆ケツ肉揺れまくり鬼ピストン騎乗位で中出し射精させられまくった2泊3日 春陽モカ AIKA（12月24日、痴女ヘブン）
- 淫慾の塔 原作:ほずみけんじ サークル:焼酎MAC 人気同人コミック実写化！ 加賀美さら/春陽モカ（12月26日、FALENO TUBE）

- ネトラレ学園～校則を破った女生徒に中出し制裁～小那海あや 春陽モカ（1月5日、グレイズ）
- 「もうイッてるってばぁ！」状態で何度も中出し！ 春陽モカ（1月7日、ワンズファクトリー）[4]
- 執行！アルキデンマの罰 セフレが、親友の彼女になったので、罰を与えることにしました。3人デートの時に。 永野鈴 春陽モカ（1月9日、サディスティックヴィレッジ）
- 【4K】初めて彼女のできた童貞のボクのためセックスの練習相手になってくれた世話好きギャルな幼なじみ。 春陽モカ（1月11日、クリスタル映像）
- 巨乳スレンダーギャルをおっさんから守ったら、お礼にと手を引かれて連れてこられたのはラブホ。男を虜にするハーレム小悪魔ギャル宮城。 春陽モカ 乙アリス 氷堂りりあ（1月14日、Hunter）
- 校内No.1ヤリマンのモカちゃんは実はサキュバス！？ターゲットにしたモテない男性から学校中でザーメン搾精 春陽モカ（1月14日、ケイ・エム・プロデュース）[4]
- 結婚前夜の僕をいきなり呼び出した幼馴染「最後に私のこと、忘れられなくさせるから」唇を重ねるうち昔好きだった気持ちが甦り朝陽が昇っても止まらず何度も中出ししまくった 春陽モカ（1月14日、アリスJAPAN）
- 生パコPornGirl vol.08（1月17日、DOC）
- 客に無理やり乳首こねくり回されて、声も出せない状況で何度もチクイキお漏らし性交してしまう 新人エステティシャン 春陽モカ（1月21日、ムーディーズ）
- 彼女のお姉さんは巨乳と中出しOKで僕を誘惑 春陽モカ（1月21日、OPPAI）
- 【4K】童貞は幼なじみに奪われました…初めて彼女のできた童貞のボクのためセックスの練習相手になってくれた世話好きギャルな幼なじみ 春陽モカ（1月21日、クリスタル映像）
- 痴女サンバはチ○ポを救う 射精アミーゴ！ハイテンポ腰振りで常夏テンアゲ金髪ギャルまぢ感謝（あざす） 春陽モカ（1月28日、ダスッ！）[1]
- 人気SNSで＃インフルエンサーをしているスタイル抜群な義姉から下着モデルの写真撮影を頼まれて…撮影のたびに誘惑され何度も種付け性交 春陽モカ（1月24日、h.m.p）
- 留年回避のため…WギャルJ系の淫語ハァハァ囁き奪い合いハーレムで15発ブッコ抜かれたボク。 春陽モカ 斎藤あみり（1月28日、痴女ヘブン）[1]
- 【VR】【8KVR】従順な性格に感激 これからこの制服女子とSEXします！予想を超えるかわいい笑顔と巨乳の破壊力にもう好きが止まらない 春陽モカ（1月29日、CRYSTAL VR）
- 男を金としか思ってない生意気キャバ嬢に極上のお仕置き監禁レ●プ 春陽モカ（2月4日、アタッカーズ）
- 「えw乳首だけで出ちゃったの？」敏感チクシャ体質に悩む僕を見かねた巨乳ギャル幼馴染が暴発してもいじり続ける乳首責めホールドで早漏ザコち○ぽを鍛えてくれた。 春陽モカ（2月4日、ルナティックス）
- 白ギャルビッチ航空へようこそ！2025神ヤリマンSP（2月6日、ROCKET）
- 彼女がえちえちで止まらない Vol.02（2月7日、DOC）
- 【VR】田舎ギャルの性欲は…パないよ？ 若い男のいないド田舎、幼馴染のギャルJ●に押し倒されて朝まで汗だくナマ性交 春陽モカ（2月9日、KMPVR-彩-）
- 「おっぱいの揉み方教えてやろうか？」幼馴染み巨乳ギャルのセックスHow toに甘えた生ハメ授業 春陽モカ（2月18日、OPPAI）
- 秘密の中出し学園祭 エッチな願いが叶う魔法のステッキでクラスでぼっちの僕が可愛い美少女10人のマ●コ・ア●ル丸見せ大乱交スペシャル！！（2月18日、本中）
- 【素人】【個人撮影フェラ】【顔出し有】 vol.3（2月21日、DOC）
- 【VR】これぞ8K！顔面特化アングルVR 〜笑顔が眩しい！最強顔面ギャル！モカの’癒されキス’と’肉食SEX’で中出ししまくった休日〜 春陽モカ（2月22日、ケイ・エム・プロデュース）
- 俺らを見下す巨乳ギャルを喉奥抉るイラマと子宮激ピスで肉便器にする串刺し絶頂FUCK 春陽モカ（2月25日、ロイヤル）
- 令和No.1白ギャルクイーンが搾り尽くす！無制限射精ギャル痴女メンズエステ 春陽モカ（2月25日、痴女ヘブン）[8]
- 【VR】体育祭終わりの浮かれ気分なギャル2人にノリノリで痴女られ後夜祭の裏で何度もパコられ中出ししまくった 春陽モカ 百永さりな（2月28日、アリスJAPAN）
- コンドームが破れてまさかの生ハメ！超加速するピストンで何度も中出し！ 春陽モカ（3月4日、ワンズファクトリー）
- 【VR】大好きな彼女と普通のセックス 春陽モカ（3月8日、ケイ・エム・プロデュース）
- 【VR】来たぜ僕らの桃源郷！！ 凄テクのパリピ嬢たちが入れ代わり立ち代わり精子を貪るテンアゲ大車輪PARTY！！ 最高潮のバイブスで発射無制限の超SSS級ハーレムGALソープ（3月14日、KMPVR-bibi-）
- MOODYZファン感謝祭 バコバコバスツアー2025 素人17名とAV女優17名の1泊2日大乱交 新世代AVオールスター覚醒！（3月18日、ムーディーズ）[11]
- 春陽モカ 朝から晩まで中出しセックス 59（3月20日、アイエナジー）
- 性癖、ハメ撮り。 Vol.04（3月21日、DOC）
- マン擦りハンターWILDS 私達のW狩りテクを我慢出来れば生中出し3P乱交！ 春陽モカ 木下ひまり（3月25日、Hunter）
- 毎日泊まりに来る彼氏持ちの女友達から無自覚に誘惑され、勇気を出せず生殺し状態になった僕 春陽モカ（3月25日、ロイヤル）
- 陰キャ童貞の僕の家で入り浸りギャルにWま●こを使わせて貰ったハーレム中出しSEXの話 新井リマ 春陽モカ（4月1日、Fitch）
- やっぱりエロくて優しいギャルが好き 春陽モカ（4月1日、S-Cute）
- 【VR】ダブル乳首舐め手コキの天才カウントダウン射精するまで乳首もチ○ポもお留守にしないチュパシコ特化型VR＋常に左右からサンドイッチされる完全密着ハーレム添い寝アングル（3月31日、アリスJAPAN）
- MOON FORCE 2nd ぱこぱこしろうとコレクション。 vol.17（4月4日、DOC）
- ウチの弟マジでデカイんだけど見にこない？ 同人フロアで3冠達成！超大ヒット作品を再・実写化！（4月15日、ムーディーズ）
- 絶対的ハイレグQueen’s（4月15日、ミル）
- 【ハメログ】シコギャルにお酒を飲ませたらヤリマンオーラが全開だったのでそのままハメ撮りしちゃいました ！ 春陽モカ（4月15日、チキチキカマー/妄想族）
- かつて好きだった幼馴染と再会…繰り返されるキスに理性を無くした結婚前夜の浮気SEX 春陽モカ（4月18日、アリスJAPAN）
- WギャルJ系の交互にブッコ抜きループ＆ループ！ ドスケベ奪い合い騎乗位で無限∞中出しさせられたボク。 春陽モカ 百永さりな（4月22日、痴女ヘブン）[12]
- THE FIRST SEX 春陽モカ（4月30日、ピーターズ）
- フェラしてアゲルからキミの家泊めてよ？ 春陽モカ（5月6日、アタッカーズ）
- 【VR】「寒いしダルくて出れない」無気力ギャルとコタツ王様ゲームで密着汗だくSEX 春陽モカ（5月9日、DOC）
- 中出しお義姉さんの誘惑～艶やかに誘う義弟との背徳～ 春陽モカ（5月20日、プレミアム）
- 結婚式の直前だけどGカップ幼馴染の誘惑に抗えず、時間も忘れて生中出しハメまくり 春陽モカ（5月16日、アリスJAPAN）
- 【VR】「せんせ…チ○ポ貸して～！」J系ギャルの見下ろし騎乗位でブッコ抜かれたボクVR 春陽モカ（5月20日、痴女ヘブン）
- 【VR】「ねえ…私とベロキスしよ」 制服ギャルの唾液たっぷりキスキス騎乗位で何度も射精しちゃったボク… 春陽モカ（5月23日、DOC）
- 嫌いな義父に夜●いされて... 春陽モカ（6月3日、ワンズファクトリー）
- ナマイキ巨乳GALが沼落ちした絶倫チー牛おとこの抜かずの種付け20乱射 春陽モカ（6月3日、ムーディーズ）[13]
- 立場逆転！クラスのいじめっ娘のモカをメス堕ちするまでひたすら孕ませ輪●してやった！！ 春陽モカ（6月24日、本中）
- 春陽モカの凄テクを我慢できれば生★中出しSEX！（9月3日、ワンズファクトリー）

### イメージビデオ
- 春陽モカ The 1st NUDE ルームメイトは無邪気な白ギャル（2024年7月31日、スパイスビジュアル）
- かわちぃモカワールド 春陽モカ（2025年5月14日、FAIR＆WAY）